# Oleh Yuriyovych Skrypka
Oleh Yuriyovych Skrypka (tiếng Ukraina: Оле́г Ю́рійович Скри́пка, đã Latinh hoá: Oleh Yuriiovych Skrypka,    phát âm [oˈlɛɦ ˈjur⁽ʲ⁾ijowɪtʃ ˈskrɪpkɐ]; sinh ngày 24 tháng 5 năm 1964) là một nhạc sĩ, ca sĩ, nhà soạn nhạc và thủ lĩnh của nhóm nhạc người Ukraina Vopli Vidoplyasova.

## Thân thế và giáo dục
Skrypka sinh ra tại Sovetabad (nay là Ghafurov, Tajikistan). Cha anh tên Yurii Pavlovych (mất ngày 30 tháng 8 năm 2015), là một bác sĩ X quang đến từ làng Hiltsi, nằm ở vùng Poltava của Ukraina. Mẹ anh tên Hanna Oleksiyivna, là một giáo viên đến từ một ngôi làng nhỏ ở tỉnh Kursk của Nga. Năm 1972, gia đình Skrypka chuyển đến tỉnh Murmansk của Nga, do Hanna không ưa khí hậu ở Tajikistan.
Năm 1987, Oleh tốt nghiệp Viện bách khoa Kyiv, và thành lập nhóm nhạc rock Vopli Vidopliassova (VV) cùng năm ấy với Yurii Zdorenko, Oleksandr Pipa (thành viên ban nạc heavy metal SOS) và người bạn chung Serhii Sakhno. Năm 1987, VV trở thành thành viên của câu lạc bộ nhạc rock Kyiv, đoạt giải nhất ở nhạc hội Kyiv "Rock-parade" và phát hành bài hit "Танцi" (tạm dịch: "vũ đạo" hay "điệu nhảy").

## Sự nghiệp
Năm 1990, nhóm thực hiện một tour ở Pháp và Thụy Sĩ, trong thời gian ấy một trong những tờ báo lớn nhất của Pháp Le Monde đã đăng bài về VV. Từ năm 1991 đến 1996, Oleh Skrypka cùng nhóm của anh sống tại Pháp và đi lưu diễn ở đất nước này. Năm 1993, Zdorenko và Sakhno rời nhóm, nên Skrypka thay thế họ bằng các nhạc sĩ người Pháp. Về sau Sakhno trở lại nhóm vào năm 1997.
Năm 1996, Oleh trở lại Kyiv và diễn nhiều buổi hòa nhạc ở Ukraina lẫn nước ngoài. Trước năm 2014, he anh thường xuyên ghé thăm Moskva. Năm 2000, VV biểu diễn tại Riga, Luân Đôn, tổ chức một buổi hòa nhạc ở Cung điện Tuổi trẻ Moskva, rồi làm một tour quanh các thành phố ở Siberia.
Tháng 1 năm 2002, nhóm đi tour ở Israel và Bồ Đào Nha, đến tháng hai cùng năm họ tổ chức một số buổi hòa nhạc ở New York. Năm 2003, họ biểu diễn ở Toronto, Canada.
Năm 2004, Skrypka là một thành viên của ban tổ chức nhạc hội Krayina Mriy, nhạc hội bắt đầu lịch sử 14 năm hoạt động và mười năm sau album cùng tên của VV. Dưới sự bảo trợ của Krayina Mriy, Oleh Skrypka còn tham gia xuất bản và các hoạt động giáo dục đa chức năng. Skrypka là người sáng lập một nhạc hội nữa dành cho nhạc rock Ukraina hiện đại – "Rock Sich". Mục đích chính của nhạc hội – là để hỗ trợ nền nhạc rock trong nước. Đây là nhạc hội duy nhất mà cả ba sân khấu đều nghe nhạc rock Ukraina. Năm 2010, "Rock Sich" đã có được danh hiệu của một nhạc hội môi trường. Và kể từ năm 2013, nhạc hội thành danh trên thị trường quốc tế, trở thành nhạc hội của Ukraina-Thụy Điển.
Năm 2007, Skrypka đoạt ngôi á quân ở cuộc thi Bước nhảy Hoàn Vũ Ukraina 2. Năm 2009, một nhóm nhà hoạt động tìm cách đề cử Skrypka làm ứng viên tranh cử Tổng thống Ukraina, song anh đã từ chối đề cử.
Năm 2014, Skrypka chia sẻ trong một buổi phỏng vấn với Rossiiskaya gazeta rằng anh và Vopli Vidopliassova sẽ không bao giờ biểu diễn ở Nga nữa. Cuối năm ấy, anh rút khỏi buổi hòa nhạc ở Luân Đôn cũng có sự tham gia của ca sĩ nổi tiếng người Nga Valeriya, anh cho biết mình sẽ không biểu diễn ở Nga hay cạnh người Nga "chừng nào Nga và Ukraina còn đang trong chiến sự".
Năm 2016, Skrypka và nhiều nghệ sĩ giải trí khác của Ukraina vận động Tổng thống Petro Poroshenko cấm phát sóng phim ảnh và nhạc của Nga ở Ukraina, cũng như cấm nhập khẩu nhạc và phim ảnh Nga.

### Tranh cãi
Tháng 4 năm 2017, Skrypka được cho đã nói rằng những người không nói tiếng Ukraina có chỉ số "IQ thấp" và nên được đưa tới "khu ghetto". Anh phủ nhận đưa ra những nhận xét ấy, tuy nhiên đoạn ghi âm đã xuất hiện. Vào ngày 22 tháng 4, Skrypka bị kẻ chơi khăm người Nga Vladimir Kuznetsov (của nhóm hài Vovan and Lexus) chọn làm đối tượng chơi khăm, khi anh ta tự giới thiệu mình là Arsen Avakov (Bộ trưởng Bộ nội vụ Ukraina). Trong buổi trò chuyện với "Avakov", Skrypka được hỏi về những bình luận của mình, đồng thời cáo buộc báo Ukrayinska Pravda đã lược lời của anh ta trên báo. Skrypka không đưa ra lời xin lỗi cho tới một lúc sau vào đêm hôm đó, anh mới nhận mình là nạn nhân của trò chơi khăm. Trong bài xin lỗi của mình, anh cũng cho biết cuộc gọi chơi khăm không chỉ để "chọc tức" anh, mà là giễu cợt cả đất nước Ukraina.

## Đời tư
Skrypka thông thạo tiếng Ukraina, tiếng Nga, tiếng Đức và tiếng Pháp. Ngôn ngữ đầu tiên mà anh học là tiếng Nga – anh lần đầu tiếp xúc với tiếng Ukraina vào năm 1974, khi đi nghỉ mát cùng gia đình ở Hiltsi. Mãi đến năm 1994 anh mới nói thành thạo tiếng Ukraina.

## Danh sách đĩa nhạc
- 2001 — InkolyInkoly (Інколи)
- 2004 — VidradaVidrada (Відрада)
- 2009 — Serce u mene vrazilve (Серце у Мене Вразливе)
- 2010 — Shchedryk (Щедрик)
- 2011 — JorjinaJorjina (Жоржина)
- 2011 — Humanisty (hợp tác với Les Poderv'yansky) (Гуманісти)
- 2016 — Ukrayina (Україна) (cover của Nokturnal Mortum)

## Danh sách phim
- 2001 —  Evenings on a khutor Near Dikanka vai thợ rèn Vakula (Вечера на хуторе близ Диканьки)
- 2002 —  Cinderella vai người hát rong (Золушка)
- 2006 —  Terkel in Trouble (lồng tiếng Ukraina)
- 2006 —  Carlson, who lives on the roof vai Carlson (lồng tiếng)
- 2007 —  Milkmaid of Hatsapetivka vai khách mời (Доярка из Хацапетовки)
- 2008 —  Radio Day vai khách mời (День Радио)
- 2008 —  Alice Birthday vai Giáo sư Seleznev (День народження Аліси)
- 2012 —  After School vai Sốt cà chua (После школы)
- 2013 —  My Мermaid, Мy Lorelyay vai cảnh sát (Моя Русалка, моя Лореляй)